# 1-Butanol
1-Butanol eller n-butanol är en primär alkohol med formeln C4H9OH.

## Framställning
Butanol bildas i likhet med många andra alkoholer vid jäsning av socker och är en så kallad finkelolja. I synnerhet bakterier av stammen Clostridium producerar höga halter av butanol.
Kemisk ren 1-butanol kan framställas genom hydrogenering av butanal.

## Användning
Butanol används som lösningsmedel för många eteriska oljor som används i parfym, men även för fernissa, schellack, kåda, gummi och färgämnen.
Eftersom det bildas vid jäsning förekommer det i många spritdrycker som destilleras på gammaldags vis, framför allt whisky, cognac och rom.
I USA används 1-butanol också som tillsatt smakämne i livsmedel som till exempel smör, grädde, glass och godis.
Butanol kan också användas som bränsle i stället för dieselolja och går då ofta numer namnet Biobutanol.
Volymmässigt störst användning har det dock för tillverkning av butylacetat.